# Ernst Nathan (Mediziner)
Ernst Nathan (* 23. Mai 1889 in Darmstadt; † 1. November 1981 in New York) war ein deutscher Dermatologe und Venerologe.

## Leben
Ernst Nathan war der Sohn von Siegfried und Mathilde Nathan, geb. Katz. Nach dem Besuch des Neuen Gymnasiums in Darmstadt studierte er an den Universitäten Gießen, München und Berlin Medizin. Nach dem Staatsexamen in Gießen wurde er 1912 zum Dr. med. promoviert. Anschließend arbeitete er am Allgemeinen Krankenhaus Hamburg-Eppendorf und am Institut für experimentelle Therapie in Frankfurt bei Paul Ehrlich. 1914 begann Nathan seine Facharztausbildung zum Hautarzt an der Universitäts-Hautklinik in Frankfurt. 1918 habilitierte er an der Universität Frankfurt am Main. Anschließend wurde er Oberarzt bei Karl Herxheimer.
1923 wurde er als Vorstand der Hautklinik des Städtischen Krankenhauses nach Nürnberg berufen. Am 5. März 1926 heiratete er in Fürth Lotte Berlin. Am 31. März 1933 wurde er von den nationalsozialistischen Machthabern gezwungen, seine Arbeitsstelle zu verlassen und einen „Urlaub“ anzutreten, am 7. April 1933 verlor er dann seine Stelle, und am 1. September 1933 wurde er in den Ruhestand versetzt. Am 29. März 1939 emigrierte er nach New York. Ab Ende 1940 konnte er dort eine eigene dermatologische Praxis führen und arbeitete konsiliarisch an zwei Krankenhäusern, außerdem hielt er Vorlesungen an der New York Postgraduate School of Medicine. 1945 wurde er amerikanischer Staatsbürger.

## Ehrungen
- 1995: Gedenktafel am Eingang der Hautklinik des Städtischen Klinikums Nürnberg
- 1998: Umbenennung eines Teils der Nürnberger Flurstraße in Prof.-Ernst-Nathan-Straße

## Veröffentlichungen
- Über die Verkalkung der kleinen Gehirngefässe. Kindt, Gießen 1913 (Giessen, Univ., med. Diss.v. 25. Juli 1913, Ref. Bostroem).
- Experimentelle Untersuchungen über das Wesen der Wassermannschen Reaktion. In: Zeitschrift für Immunitätsforschung und experimentelle Therapie. Bd. 17 (1918) (Frankfurt a. M., Habil. 1918).
- Über Sensibilisierung der Haut gegenüber epicutaner Tuberkulinapplikation mittels Ektebin (nebst Beiträgen zur Kenntnis der Tuberkulin-Epicutanreaktion). In: Archiv für Dermatologie und Syphilis, Bd. 167 (1932), S. 123–128.